# Wyspa Księżyca
Wyspa Księżyca (hiszp. Isla de la Luna lub Isla Koati, kecz. Killawat'a lub Quwati) – wyspa na boliwijskiej części jeziora Titicaca. Leży na wschód Wyspy Słońca. Na wyspie znajdują się ruiny klasztoru kapłanek słońca. Uważany jest przez tubylców za miejsce święte.